# Bell 429 GlobalRanger
Bell 429 GlobalRanger – lekki, dwusilnikowy śmigłowiec opracowany przez Bell Helicopter i Korea Aerospace Industries. Pierwszy lot prototypu Bell 429 odbył się 27 lutego 2007 roku.

## Historia rozwoju
Bell 429 wykorzystuje całkowicie nową koncepcję modułowego płatowca i zaawansowaną konstrukcję łopaty wirnika z programu MAPL, lecz zachowuje układ napędowy z modelu Bell 427. Podstawowy model wyposażony jest w szklany kokpit i jest certyfikowany do lotów  z jednym pilotem. Bell współpracował z firmami Korea Aerospace Industries oraz Mitsui Bussan Aerospace of Japan w rozwoju śmigłowca. Pierwszy oblot śmigłowca odbył się 27 lutego 2007 roku. Certyfikacja była pierwotnie planowana na koniec 2007 roku, lecz opóźnienia w harmonogramie programu, głównie spowodowane brakami części i materiałów wspólnych dla wszystkich producentów lotniczych w tym okresie, spowodowały, że producent wydłużył harmonogram rozwoju.

## Konstrukcja
Bell 429 posiada czterołopatowy wirnik nośny. Łopaty wirnika są wykonane z materiału kompozytowego. Śmigłowiec posiada opcjonalnie możliwość zamontowania tylnych drzwi zamykanych pod belką ogonową, aby ułatwić załadunek pacjenta w śmigłowcach w wersji medycznej. Bell 429 posiada szklany kokpit z trzyosiowym autopilotem (opcjonalny zestaw czwartej osi) w standardzie. Standardowe podwozie to płozy, zaś śmigłowiec posiada możliwość montażu chowanego podwozia kołowego. Śmigłowiec może pracować z jednym niedziałającym silnikiem. Żywotność głównej przekładni wynosi 5000 godzin między remontami, a przekładni wirnika ogonowego 3200 godzin.

## Galeria

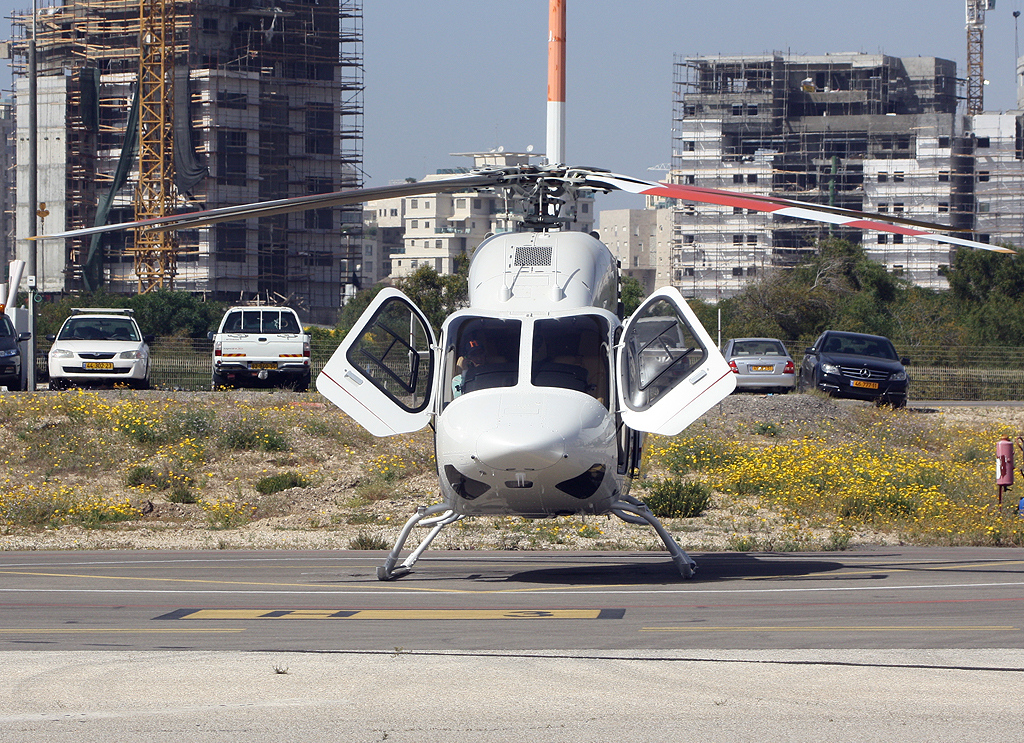
Podstawowa, cywilna wersja pasażerska.
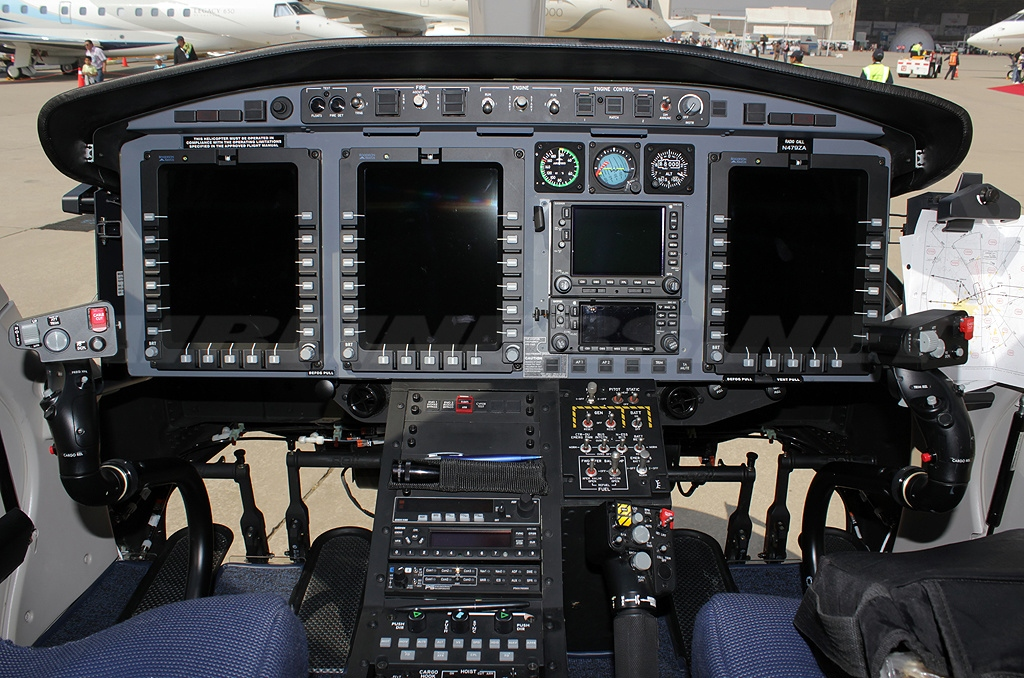
Kokpit śmigłowca Bell 429.
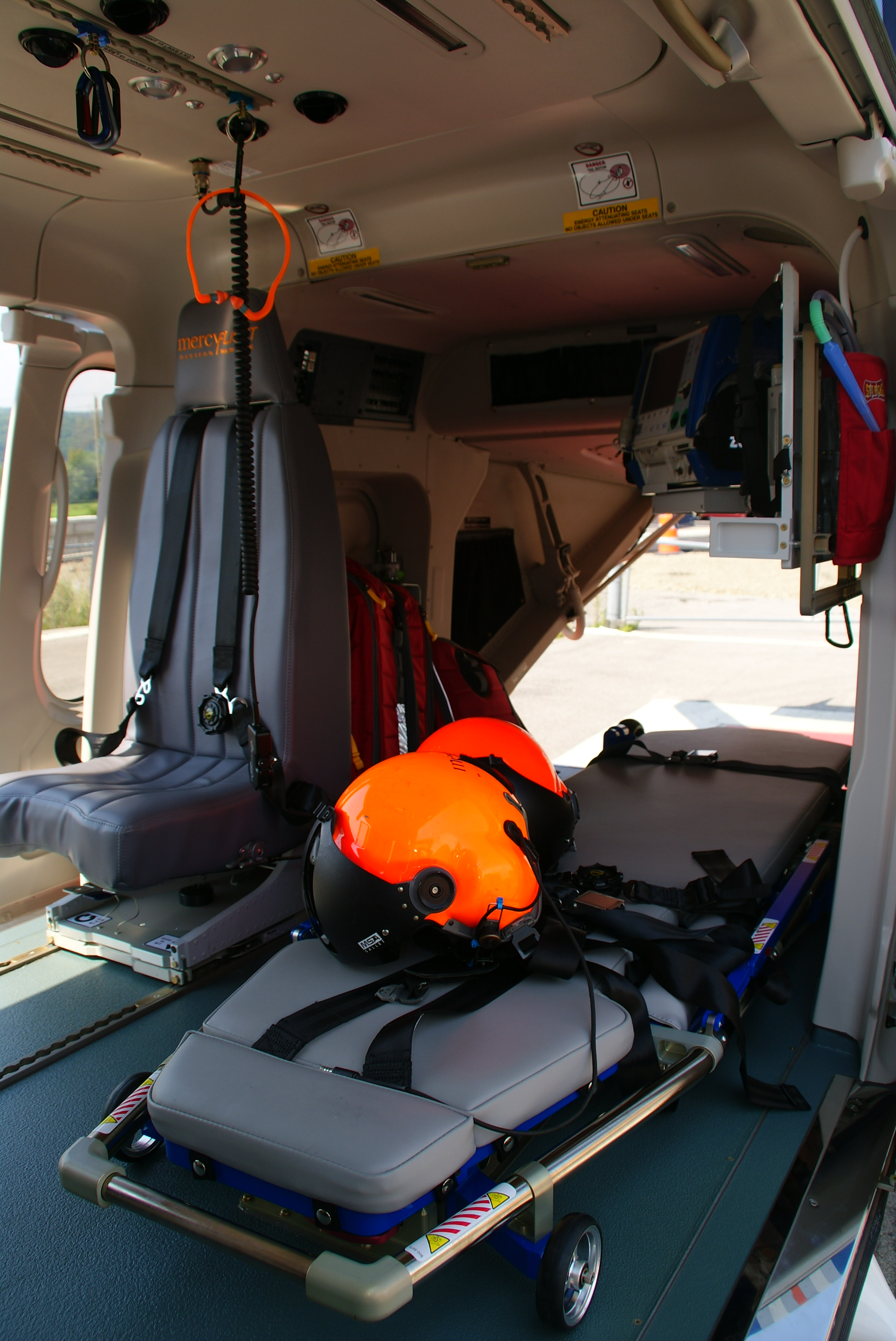
Kabina pasażerska Bell 429 w wersji ratowniczej, widoczne tylne drzwi pod belką ogonową.
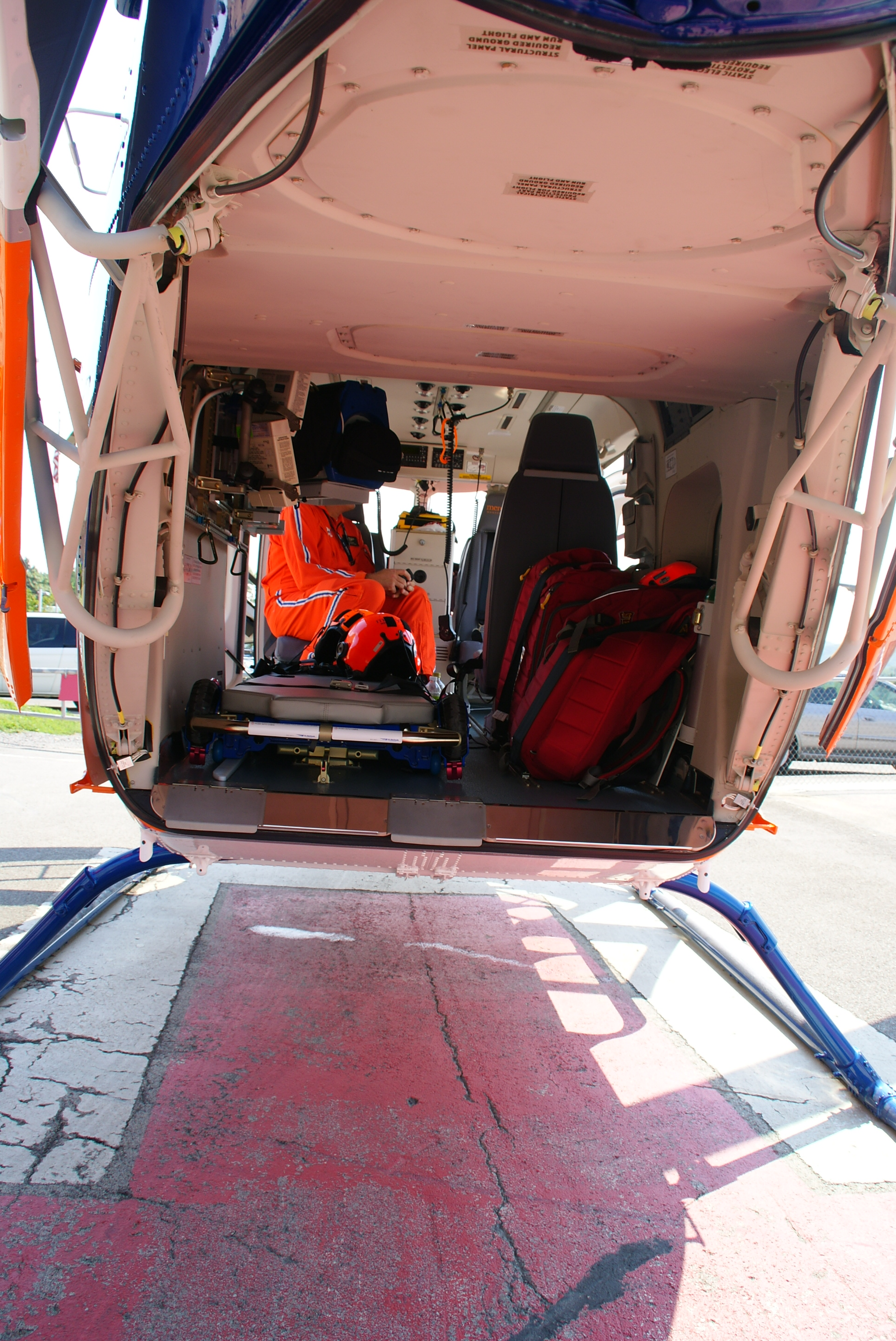
Tylne drzwi umiejscowione pod belką ogonową w wariancie medycznym.